# Чукадытамак
Чукадытамак (баш. Соҡаҙытамаҡ) — село в Туймазинском районе Республики Башкортостан Российской Федерации. Входит в состав Карамалы-Губеевского сельсовета.

## География

### Географическое положение
Расстояние до:
- районного центра (Туймазы): 41 км,
- центра сельсовета (Карамалы-Губеево): 3 км,
- ближайшей ж/д станции (Кандры): 35 км.

## История
Деревня при устье реки Чукады Чукадытамак относилась к Урмекеевой тюбе Канлинской волости. Это поселение безземельных башкир-припущенников, вышедших из Айлинской волости Троицкого уезда, сохранивших своё сословие, не переходя в тептяри. Однако нам не известны точное время их поселения и дата договора с канлинцами о припуске. Предположительно можно указать 30-е годы XVIII века как время их припуска канлинцами.
В 1864—1919 годах Чукадытамак — центр одноименной волости, здесь были правление, мечеть, 3 мельницы. По VIII ревизии в 36 дворах 7 глав семей имели по несколько жен. Посев хлеба на каждого из 319 человек равнялся лишь пуду хлеба (1843 год). Картофель еле-еле проникал в общество чукадытамаковцев: тогда было посажено 12 пудов.
Формулярный список одного из жителей, походного старшины Тазитдина Кулушева (1783 г.) дает интересные сведения о видах службы башкирских казаков: в 1806—1812 годах находился с отрядом башкир в ставке казахского хана Ширгазы, затем на летней пограничной службе вдоль реки Яик (Урал) в районе Илецкой Защиты препровождал в город Уральск казённый транспорт с продуктами.

## Население
| 1843 | 2002 | 2009 | 2010 |
| ---- | ---- | ---- | ---- |
| 319  | ↗351 | ↗387 | ↗398 |

Национальный состав
Согласно переписи 2002 года, преобладающая национальность — башкиры (90 %).

## Религия
В селе есть мечеть.